# Wheatland (Wisconsin, Kenosha megye)
Wheatland város az Amerikai Egyesült Államok Wisconsin államában, Kenosha megyében.

## Népesség
A település népességének változása:

| 2010 | 3 373 |
| 2020 | 3 391 |